# Murten
Murten (francouzsky Morat) je město ve švýcarském kantonu Fribourg, v okrese See (francouzsky District du Lac). Žije zde přibližně 8 300 obyvatel.
Murten je regionálním kulturním a hospodářským centrem severní části kantonu Fribourg a jeho středověké centrum s hradbami ze 13. až 17. století je památkou celostátního významu.

## Geografie

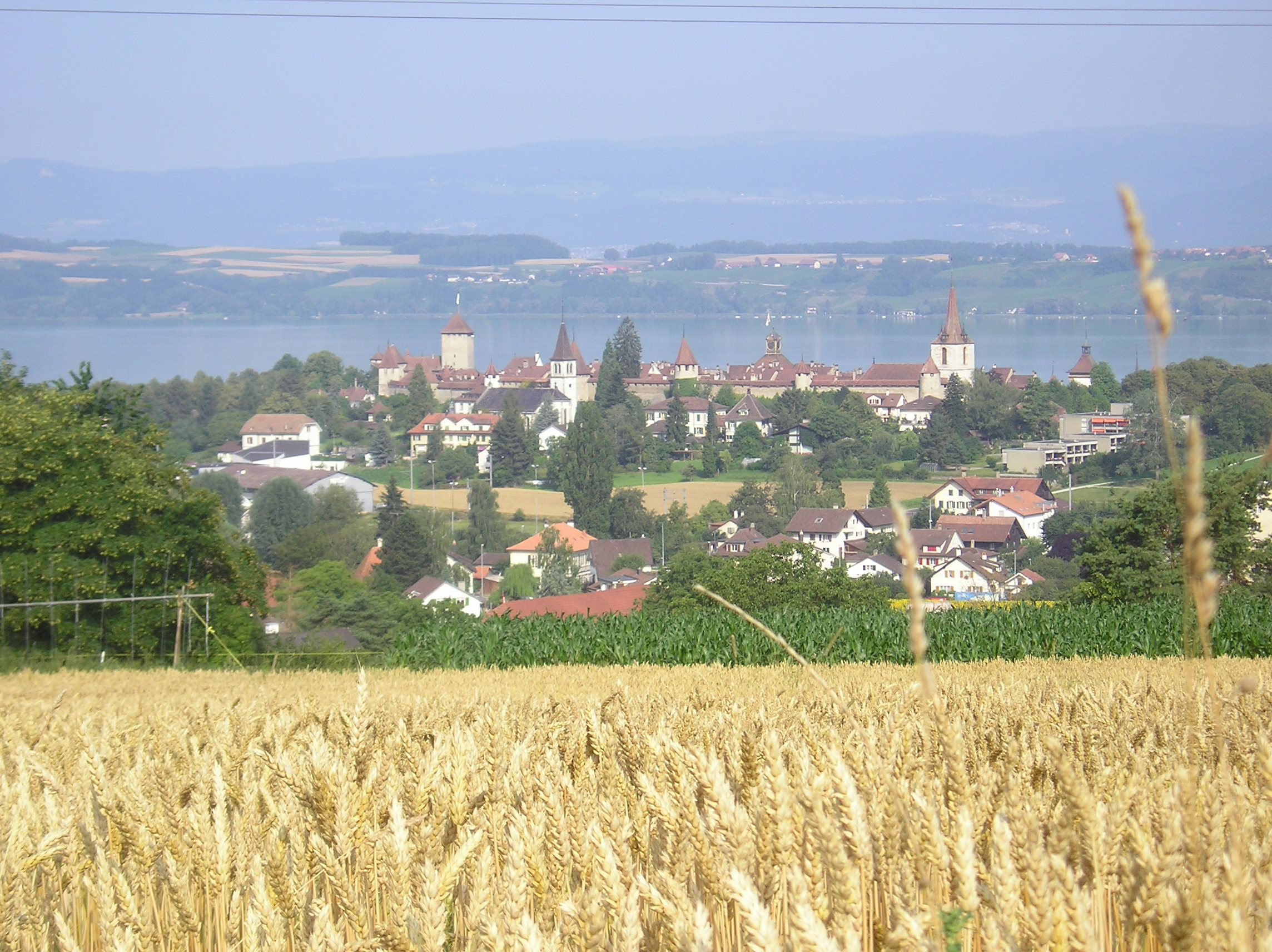
Murten s Murtenským jezerem a pohořím Jura v pozadí

Město Murten leží v nadmořské výšce 453 m, vzdušnou čarou 14 km severně od hlavního města kantonu, Fribourgu, na kopci vysokém asi dvacet metrů na jihovýchodním břehu Murtenského jezera. Obec tvoří centrum regionu Murten a leží v severní části Fribourské plošiny. Potok přitékající z Münchenwileru se vlévá do Murtenského jezera pod západní městskou hradbou. Potok Mühlebach protéká údolím východně od města do Muntelieru severovýchodně od města, kde se vlévá do jezera.
Rozloha původního území obce do roku 2021 činila 12,0 km². Zahrnovalo část na jižním břehu Murtenského jezera (asi 1,8 km břehu jezera) a sousední molasové výšiny. Území obce se rozkládá od břehu jezera přes plochý pás pobřeží a Murtenský kopec do kotliny na jihu, kterou protéká potok. Na něj na jihu navazují molasové výšiny s různými masivy, včetně výšin Bois Domingue (526 m n. m.) a Aderahubel (516 m n. m.), které byly vymodelovány ledovcem Rhonegletscher v době ledové.
Po sloučení města a několika sousedních obcí má obec rozlohu 36,41 km². Murten míval úzkou exklávu, širokou asi 500 metrů, ale dlouhou téměř 4 kilometry, v intenzivně obdělávané rovině. Od roku 2022 k Murtenu patří území o rozloze přibližně sedmi kilometrů čtverečních v rovině Grosse Moos a hlavní část přírodní rezervace Chablais na severovýchodním břehu Murtenského jezera.
Na jihozápadě zasahuje území obce přes oblasti Merlachfeld a Fin du Mossard až k lesu La Bourille. Na východě zasahuje území do náhorní plošiny Burg, do níž si řeka Burggrabebach zařízla hluboké erozní údolí, do Birchewaldu (560 m n. m.) a do rozsáhlých lesů východně od Altavilly, konkrétně do Trimbley (až 560 m n. m.), Bloster (576 m n. m.) a Murtenwaldu (582 m n. m., nejvyšší bod Murtenu).
K obci Murten patří vesnice Burg (518 m n. m.) a Altavilla (537 m n. m.) na náhorní plošině, osady Prehl (465 m n. m.) jihovýchodně od města, Löwenberg (451 m n. m.) na severním úpatí Aderahubelu a Erligut (461 m n. m.) mírně vyvýšené na jižním okraji Grosse Moos, některé nové obytné čtvrti oddělené od města a také četné jednotlivé zemědělské usedlosti. Sousedními obcemi Murtenu jsou Greng, Meyriez, Courgevaux, Muntelier, Ried bei Kerzers, Ulmiz, Gurmels, Cressier, Courtepin a Mont-Vully v kantonu Fribourg, dále Münchenwiler, Ferenbalm a Müntschemier v kantonu Bern a Faoug v kantonu Vaud.

## Historie

### Nejstarší historie

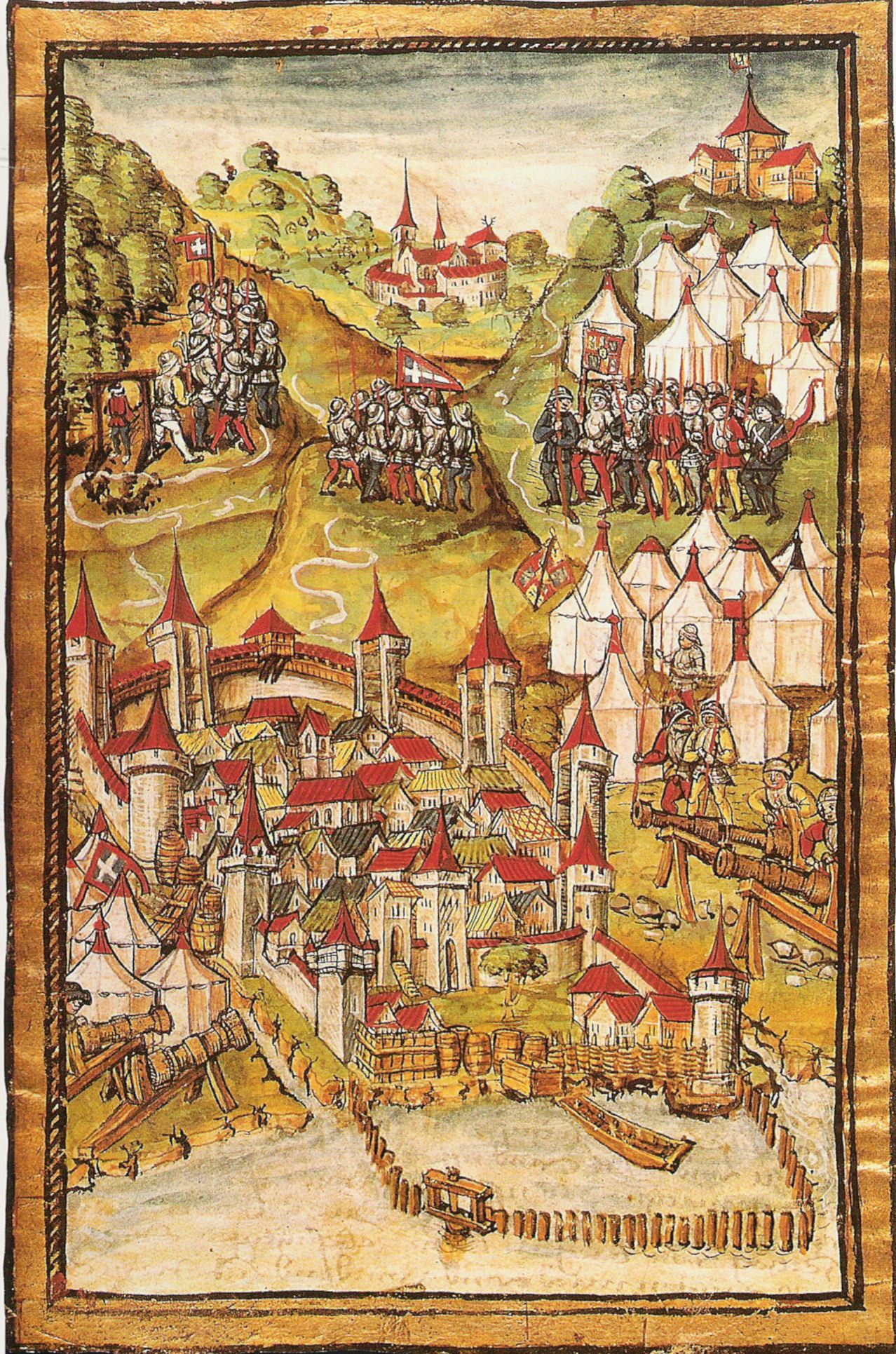
Vyobrazení Murtenu z 15. století

Nejstarší archeologické nálezy v oblasti jsou z období mezolitu. Výkopy v mohyle ze starší doby železné u Murtenu odhalily jeden a možná i další druhotné pohřby na okraji mohyly. K hrobové výbavě nalezené v hrobě 2 patřila železná brož typu Marzabotto na horní části těla pohřbeného, bronzová brož na rameni, dutý bronzový náramek na paži a vedle ležící bronzový torques s puffovými konci. Tyto předměty jsou typické pro časně laténské období. V hrobě 4 byl nalezen železný kroužek, bronzový kroužek a nákončí, rovněž z tohoto období. To ukazuje na posmrtné pohřby v mohyle z doby halštatské, jak tomu bylo v tomto přechodném období starší doby železné často.
První listinná zmínka o městě pochází z roku 515 (nebo 1017; kopie z konce 12. století), i když sporně, jako statek Muratum, který byl darovací listinou darován opatství Saint-Maurice. Výklad názvu místa je nejistý. Odvození z keltského mori(o)dūnum, které by bylo složeno z mori „jezero“ a dūnum „tvrz“, selhává z fonetických důvodů. Nelze však vyloučit ani odvození z latinského mūrum „zeď“ nebo sufixem *mūráttu „malá zeď, zdivo“.

### Raný středověk
V době první zmínky patřil Murten k (prvnímu) burgundskému království, které vzniklo po stěhování národů na troskách zaniklé Římské říše. Od roku 534 byli burgundskými králi franští Merovejci a od roku 752 Karlovci. Jedna z tradic klade založení hradu do roku 814 a k Ludvíku Pobožnému.
Druhé burgundské království vzniklo v roce 888 a jeho centrem bylo opět Saint-Maurice. Murten byl opevněným městem tohoto království, které bylo kolem roku 1033 nebo 1034 dobyto císařem Konrádem II. a prakticky srovnáno se zemí. Následně Murten upadl na více než 100 let v bezvýznamnost.

### Vrcholný a pozdní středověk
V roce 1127 drželi vévodové ze Zähringenu práva na bývalé Burgundské království. Za Berchtolda IV. ze Zähringenu bylo v letech 1157 až 1177 znovu založeno město Murten s typickým zähringským obdélníkem jako půdorysem. Město rychle zažilo hospodářský rozmach a po vymření dynastie vévodů ze Zähringenu se v roce 1218 osvobodilo od říše. Vydrželo však nejistou existenci na hranici mezi panstvím Savojských a Kyburgy a Habsburky. V roce 1238 získalo město obvodové hradby.
Po zmatcích a bouřích 13. století Murten definitivně našel zázemí pod Savojskem. Přesto navázalo spojení i s dalšími zeměmi. První spojenectví, které Murten uzavřel se spřáteleným městem, pochází z 24. června 1245 a bylo uzavřeno s městem Fribourg. V této smlouvě se doslova píše, že si obyvatelé Fribourgu a Murtenu přísahou slibují vzájemnou pomoc ve všech mimořádných situacích a podporu míru ve společném prostoru. Doslova je zde napsáno: Aby však o tom časem nikdo nemohl pochybovat, dali jsme současné privilegium našeho vzájemného přátelství mezi Fribourgem a Murtenem ve společném smluvním dopise s pečetí města Fribourgu.
V roce 1255, za vlády Petra II. Savojského, přešel Murten pod patronát Savojska, pod kterým zůstal až na výjimky až do roku 1475. Samotný Murten se následně stal centrem panství, které zahrnovalo oblast na jih a východ od Murtenského jezera.
V roce 1318 se Murten připojil k tzv. lize pěti měst: Dne 25. září 1318 se těchto pět měst (Fribourg, Bern, Solothurn, Murten a Biel) sešlo v Gümmenenu, tehdy ve Fribourgu, a uzavřelo smlouvu o spojenectví.
Domy, které byly v té době ještě z velké části dřevěné, byly v roce 1416 těžce poškozeny požárem, zatímco opevnění zůstalo téměř neporušené. Murten si navzdory savojské nadvládě dokázal udržet určitou míru autonomie, mimo jiné proto, že byl od roku 1351 ve spojenectví se sousedním císařským městem Bernem. Od roku 1353 byl Murten díky svému spojení s Bernem považován také za jedno z center konfederace.

### Burgundské války

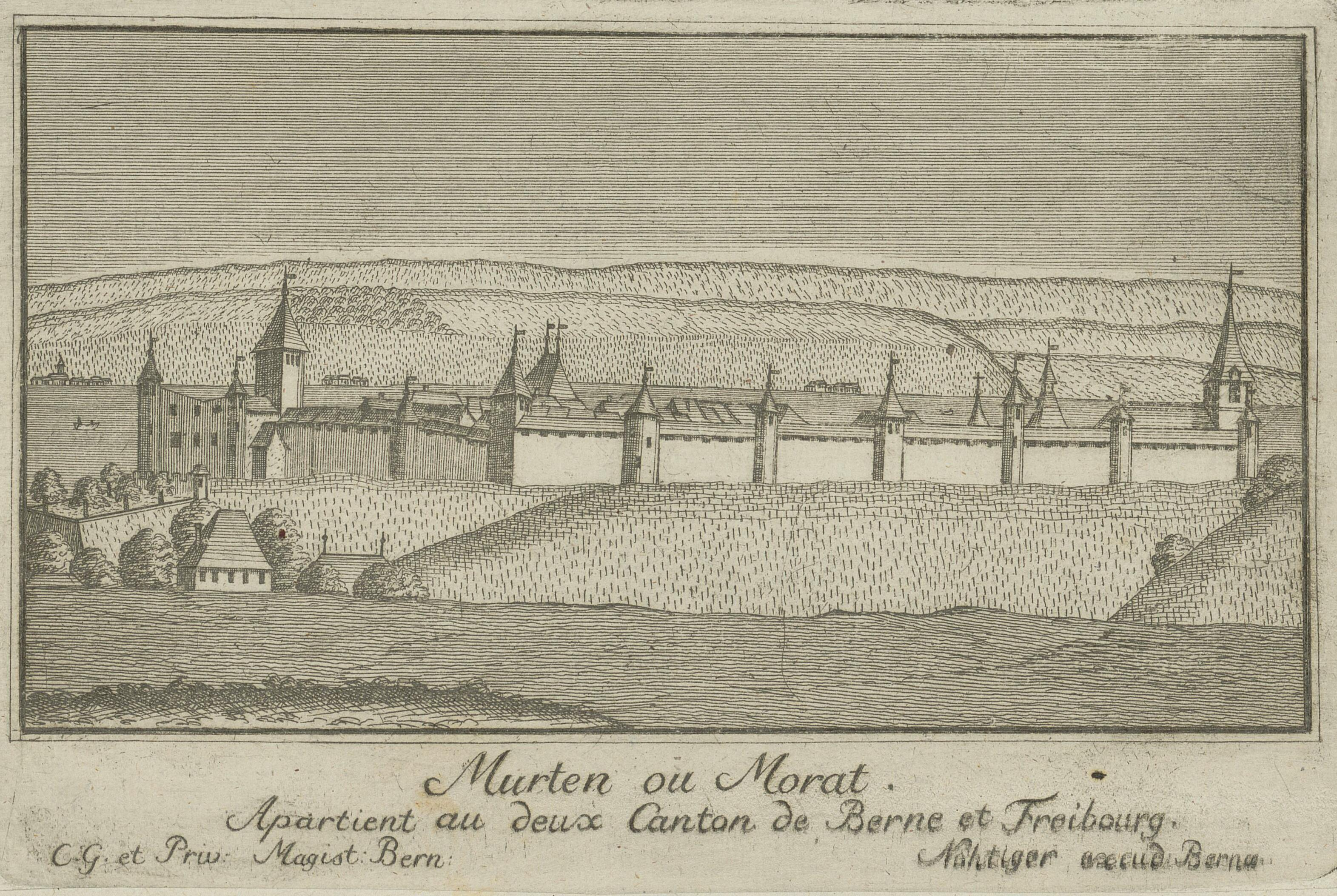
Murten v 18. století

Burgundské války mezi Starou švýcarskou konfederací a burgundským vévodou Karlem Smělým předznamenaly novou kapitolu v dějinách města. V té době patřil Murten pod Jakuba Savojského, hraběte z Romontu a burgundského velkomaršála. Když vypuklo nepřátelství mezi Fribourgem, Bernem a Burgundskem, vytáhla obě města také proti Savojsku, které bylo spojencem Burgundska. Hrabě Jakub Savojský, který byl zároveň hrabětem z Romontu, navštívil v roce 1475 Murten a prohlédl si hradby, věže a opevnění. Nařídil vše opravit, částečně renovovat a vybavit zbrojnicí. Protože se Savojští obávali sblížení Fribourgu s konfederáty, chtěli Murten o to více posílit. Murtenu tedy nezbývalo nic jiného než provést požadovaná vylepšení navzdory obrovským nákladům. Město Fribourg vyslalo do Murtenu své zedníky a samo je zaplatilo, takže práce postupovaly rychle a náklady nezatížily městskou pokladnu Murtenu.

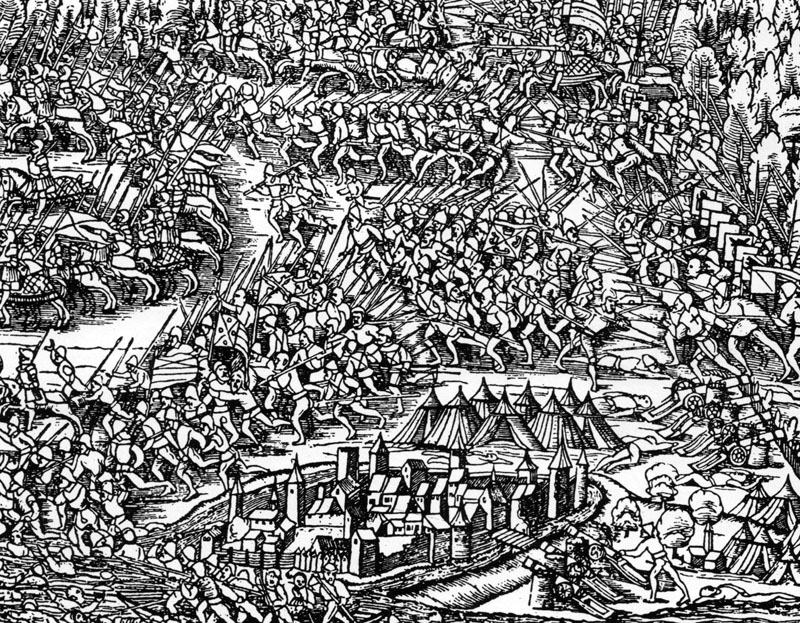
Bitva u Murtenu

Dne 14. října téhož roku Fribourg na naléhání Bernských souhlasil, že se s nimi přestěhuje do Murtenu. Hned následujícího dne stanuli oba před Murtenem. Bern požadoval, aby se Murten vzdal dobrovolně a stal se bernským, ale obyvatelé Murtenu byli z tohoto požadavku spojence nebyli příliš nadšeni. Bern jim slíbil, že pokud se vzdají dobrovolně, nebudou zatíženi reparacemi a podřadným postavením. V reakci na slib Fribourgu, že Murten bude moci zůstat nezávislý, pokud se vzdá oběma městům Bernu a Fribourgu, se Murtenští vzdal dobrovolně. Bern a Fribourg souhlasily s tím, že se souhlasem Murtenu bude pod velením Wilhelma Perroteta umístěna posádka fribourgských občanů. Na svátek Všech svatých roku 1475 obdržel Murten od obou měst slíbený list o svobodě.
Poté, co Karel Smělý utrpěl porážku v bitvě u Grandsonu, oblehl 9. června 1476 Murten, který bránili Adrian I. z Bubenbergu a Vilém d’Affry. Bitva u Murtenu se odehrála 22. června 1476, v níž konfederáti a jejich spojenci uštědřili Karlovi Smělému a jeho vojsku těžkou porážku.

### Novověk
Fribourgským mírem v roce 1476 postoupilo Savojsko konfederaci mimo jiné město a panství Murten. V roce 1484 se ostatní konfederační místa vzdala svých podílů na panství Murten výměnou za peněžní náhradu na úkor Bernu a Fribourgu, které jej od té doby spravovaly jako společné panství až do zániku Staré švýcarské konfederace v roce 1798. Obě panství střídavě zajišťovala po dobu pěti let správce, který sídlil na hradě Murten. Společné panství Murten zahrnovalo nejsevernější část dnešního kantonu Fribourg s centry Murten, Kerzers a Vully. Jižní hranice vedla po linii z Courgevaux přes Salvenach do Ulmizu; tyto vesnice stále patřily ke společnému panství, stejně jako exkláva Wallenbuch.
V roce 1528 bernský koncil rozhodl o zavedení reformace na celém území Bernu a prosadil ji také na společném panství Murten. Tento krok následně vedl ke sporům s katolickým Fribourgem, který požadoval konzultaci s obyvatelstvem, aby se tato otázka vyřešila. Bern musel tomuto požadavku vyhovět, ale odložil okamžité hlasování v Murtenu a jmenoval mimo jiné francouzského reformátora Guillauma Farela reformním kazatelem. V hlasování, které se konalo v roce 1530, získali zastánci reformace malou většinu. Funkci církevních a školských záležitostí nakonec převzal Bern, zatímco Fribourg měl na starosti vojenské záležitosti. Bern tak v mírových dobách získal větší vliv na občanský život, což postupně vedlo k rozšíření němčiny v tehdy ještě převážně francouzsky mluvícím městě.
Vesnice Muntelier a Meyriez, ležící u bran Murtenu, získaly městská práva v roce 1533, resp. 1536. Každé z nich však byla vymezena pouze jedna oblast, kam až sahaly domy v obci, a proto mají dnes obě obce jen velmi malou rozlohu. Po pádu Staré švýcarské konfederace v důsledku francouzské invaze v roce 1798 přenechali bernští okupanti Murten invazním Francouzům.

### 19. století až současnost

Letecký pohled (1919)

V roce 1803 bylo město na základě zprostředkovatelského zákona definitivně přiřazeno ke kantonu Fribourg. Murten byl Fribourgem určen jako hlavní město nově vzniklého okresu Murten. Ten byl v roce 1848 s novou kantonální ústavou zrušen a sloučen s řadou obcí z bývalého německého okresu Fribourg do nově vzniklého okresuSee , jehož hlavním městem bylo i nadále město Murten. 19. století se vyznačovalo opakovanými konflikty mezi reformovaným obyvatelstvem města a okresu, které se pohybovalo od liberálního po radikální, a konzervativní katolickou většinou kantonu Fribourg.
Vedle opevnění v Hauensteinu a Bellinzoně bylo opevnění v Murtenu nejdůležitější obrannou linií švýcarské armády během první světové války. Během druhé světové války byla klíčová oblast Murtenu opevněna dalšími posilami jako předsunuté postavení.
Na konci 20. století došlo ke dvěma menším územním změnám, když byl 1. ledna 1975 k obci Murten připojen dříve samostatný Burg a 1. ledna 1991 obec Altavilla. K dalším dvěma změnám došlo v roce 2010: K 1. lednu 2013 se k obci Murten připojil Büchslen a k 1. lednu 2016 Courlevon, Jeuss, Lurtigen a Salvenach.

## Obyvatelstvo

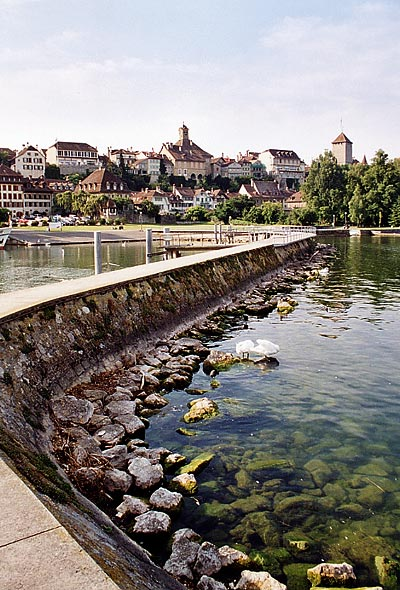
Pohled na město od přístavu

| Rok            | 1900 | 1910 | 1930 | 1950 | 1960 | 1970 | 1980 | 1990 | 2000 | 2016 | 2022 |
| Počet obyvatel | 2645 | 2418 | 2570 | 3106 | 3610 | 4512 | 4657 | 4718 | 5578 | 8114 | 9414 |

### Jazyky
Murten je jednou z obcí s německy mluvící většinou obyvatel v převážně frankofonním kantonu Fribourg. Z celkového počtu obyvatel je 82 % německy mluvících, 15 % francouzsky mluvících a 0,5 % italsky mluvících (k roku 2023). Úředním jazykem v Murtenu je němčina a pouze v tomto jazyce jsou vydávány obecní dokumenty. Vzhledem k poloze obce na jazykové hranici je však zachována určitá míra dvojjazyčnosti - kromě německojazyčné školy provozuje obec i školu s francouzským jazykem vyučovacím. Od roku 2013, kdy Švýcarské spolkové dráhy (SBB) zavedly název stanice „Murten/Morat“, je dvojjazyčnost komunikována i navenek.
Francouzština byla hlavním jazykem, kterým se ve městě mluvilo až do 15. století. V neposlední řadě však v souvislosti s reformací stále více převládala němčina, která nejpozději koncem 17. století získala převahu. V reformovaném Murtenu se na rozdíl od katolického okresu Sense mluví bernskou němčinou, a nikoliv fribourskou němčinou.

### Náboženství
Murten je tradičně reformované město. V současné době se 40 % obyvatel hlásí k reformované církvi, 22 % ke katolické církvi a 28 % se nehlásí k žádné denominaci či náboženství nebo jejich příslušnost není známa (stav k roku 2023).

## Hospodářství
Murten byl vždy malým městem, které se vyznačovalo zemědělstvím. Zpracovávaly se zde zemědělské produkty z úrodné okolní krajiny a obchodovalo se s nimi. Důležitou roli hrál také rybolov v Murtenském jezeře. Vzhledem k tomu, že město leželo v druhé polovině 19. století mimo hlavní dopravní trasy, industrializace se zde prosazovala pomalu. Významným zaměstnavatelem byla v této době továrna na hodinky. Skutečný hospodářský vzestup nastal až po druhé světové válce.
Dnes Murten nabízí přibližně 3400 pracovních míst. Vzhledem k tomu, že 3 % pracovní síly jsou stále zaměstnána v primárním sektoru, hraje zemědělství ve struktuře zaměstnanosti obyvatelstva jen okrajovou roli. Přibližně 36 % pracovní síly je zaměstnáno v průmyslovém sektoru, zatímco v sektoru služeb pracuje 61 % pracovní síly (stav v roce 2001).
Úrodná půda v okolí Murtenu a v rovinách Grosse Moos je využívána především pro ornou půdu a pěstování zeleniny. Důležité je také mlékařství a ovocnářství.
Průmyslové a obchodní oblasti v Murtenu se nacházejí v blízkosti železniční stanice a podél obchvatu. Významné podniky působí v oblasti průmyslové elektroniky (např. Saia-Burgess), výroby sklokeramiky a sporáků a v potravinářském průmyslu. Dále zde působí řada dalších malých a středních firem z oblasti stavebnictví a dopravy, informačních technologií, přesné mechaniky a textilního průmyslu.
V terciárním sektoru poskytuje mnoho pracovních míst administrativa, bankovnictví a pojišťovnictví, vzdělávání a především cestovní ruch a gastronomie. Okresní nemocnice se však nachází v sousední obci Meyriez.
Zejména po druhé světové válce se jižně od starého města rozvíjejí nové obytné čtvrti. Dnes se oblíbené obytné čtvrti nacházejí v blízkosti břehu jezera a také v perspektivních lokalitách na poměrně mírně se svažujících svazích jižně a východně od města.

## Doprava

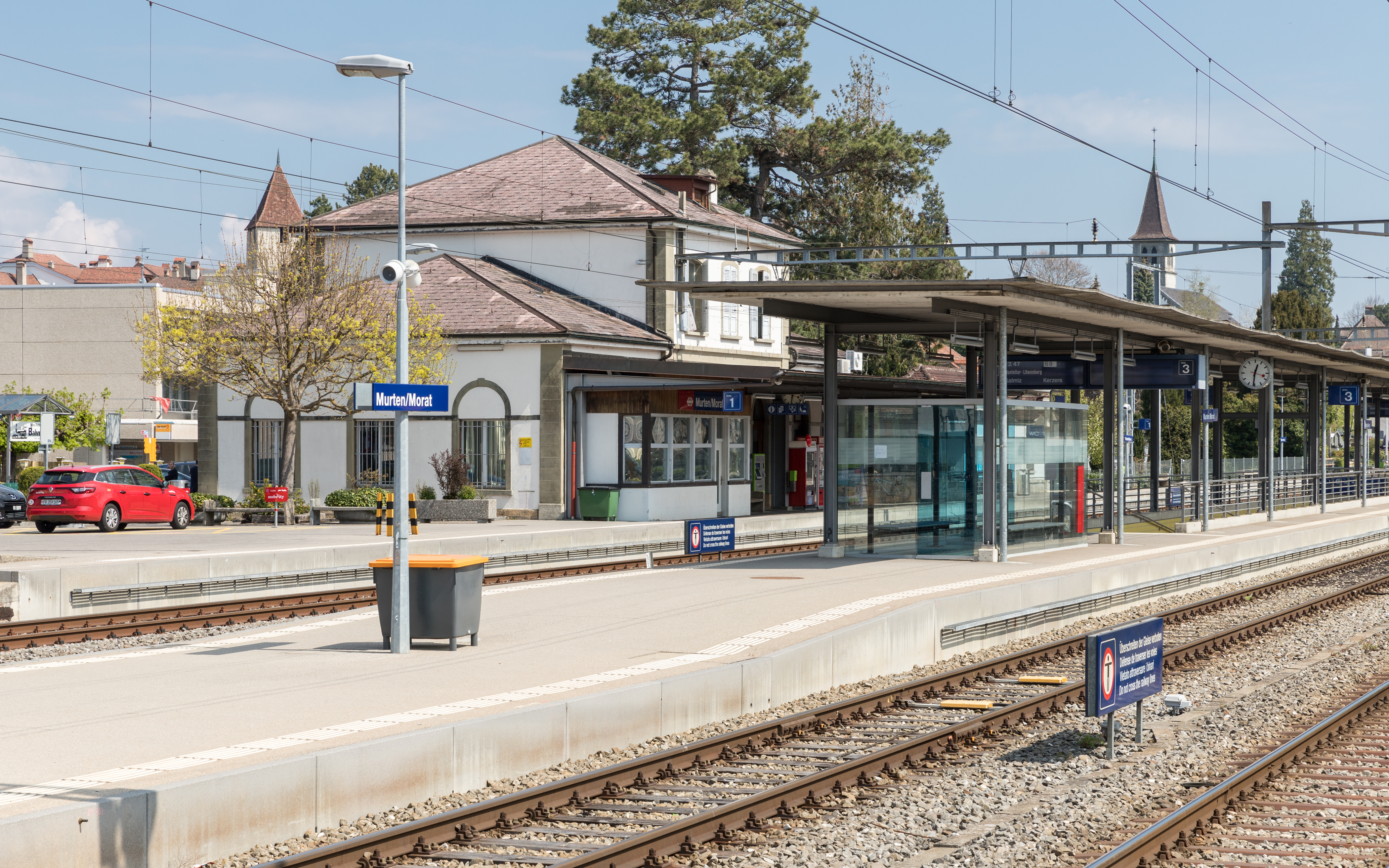
Železniční stanice Murten/Morat

Obec má dobré dopravní spojení. Leží na hlavní silnici č. 1 z Bernu přes Payerne do Lausanne. Staré město a Meyriez jsou od tranzitní dopravy odlehčeny obchvatem. V prosinci 1997 byl otevřen dálniční úsek A1 mezi Löwenbergem a Grengem s 2,2 km dlouhým tunelem Les Vignes a přibližně 1 km dlouhým protisměrným tunelem. Předtím končila dálnice A1 ve směru od Bernu přibližně 15 let u Löwenbergu.
Napojení na švýcarskou železniční síť bylo dokončenu 12. června 1876 otevřením trati z Murtenu do Lyssu. Jen o něco později, 25. srpna 1876, byla otevřena trať z Murtenu přes Payerne do Palézieux. Později přibyly tratě z Murtenu do Fribourgu (otevřena 23. srpna 1898) a z Murtenu do Ins (otevřena 1. května 1903) společnosti Chemin de fer Fribourg-Morat-Anet.
Doplňkové spoje veřejné dopravy zajišťuje autobusová linka z Murtenu do Gurmels-Düdingenu, provozovaná společností Postauto; existují také tři autobusové linky provozované společností Transports publics fribourgeois do Gümmenenu, Courtepinu a Gempenachu.
Přístav Murten je spojen s ostatními sousedními obcemi na Murtenském jezeře a také s Neuchâtelem a Bielem prostřednictvím kanálu Broye, který provozuje plavební společnost LNM Navigation.

## Pamětihodnosti

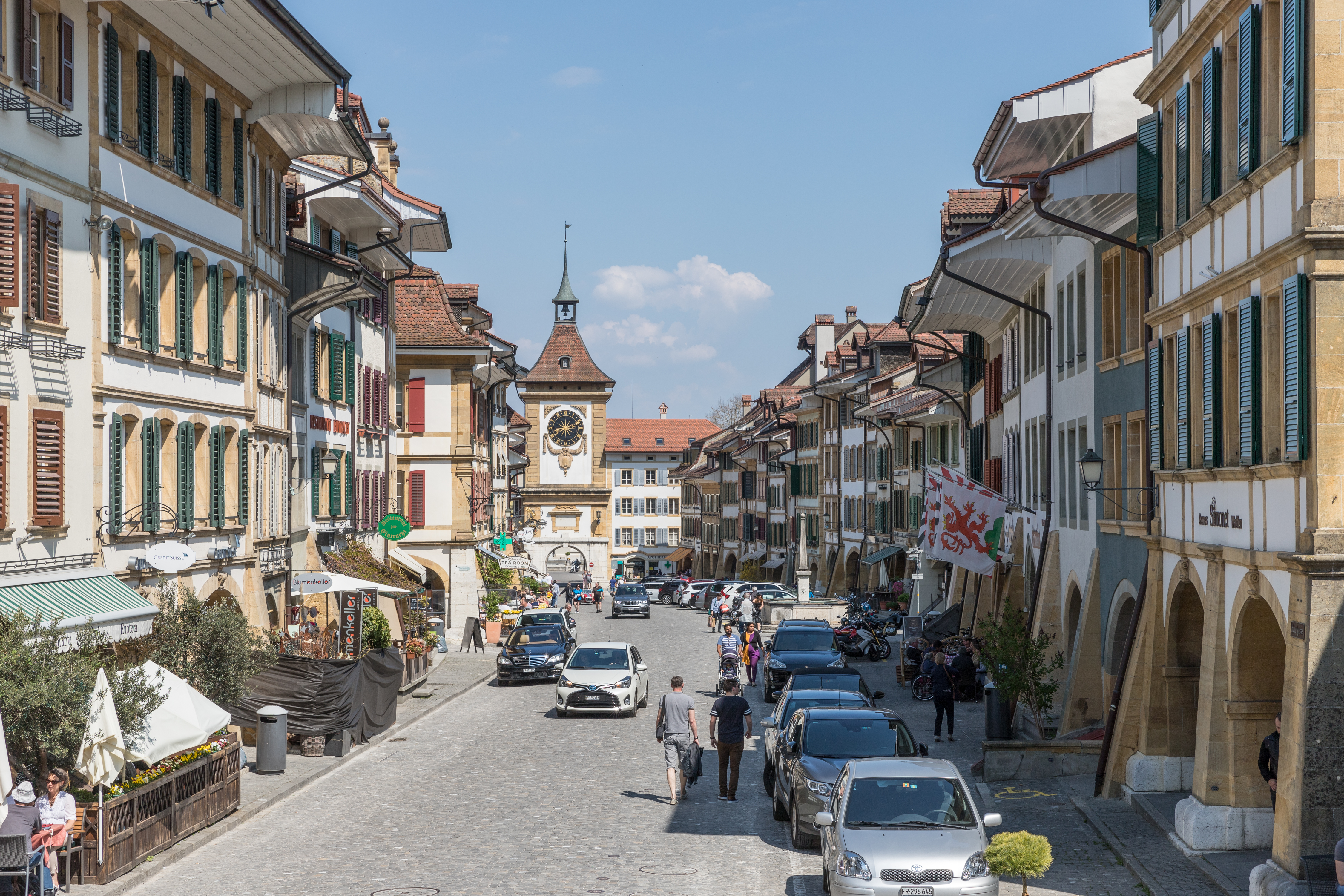
Centrum Murtenu s hlavní ulicí Hauptgasse

Murten patří k nejlépe dochovaným středověkým městům Švýcarska. Má malebné středověké staré centrum s krajinným rázem celostátního významu. Zachovalo si typický obdélníkový půdorys zähringských měst a rozkládá se na ploše přibližně 300 x 200 metrů. Historické město je rozděleno do tří podélných os a jedné příčné uličky. Zejména hlavní ulice Hauptgasse se vyznačuje charakteristickým podloubím. Většina budov v centru starého města pochází z barokního období 17. a 18. století.
Hrad, který byl postaven v polovině 13. století za vlády Petra II. Savojského na nepravidelném pětiúhelníkovém půdorysu, se tyčí na ostrohu na jihozápadním okraji starého města. Nejstarší dochovanou částí je mohutná čtvercová hradní bašta z doby výstavby. Vnější hradby hradu jsou začleněny do městského opevnění a zesíleny půlkruhovými věžemi. Obytné budovy byly několikrát přestavovány, zejména při přeměně hradu na sídlo hofmistra v letech 1476–1540 a na konci 18. století, takže se zde dnes snoubí různé slohy od pozdní gotiky po pozdní renesanci a baroko. Dnes na hradě sídlí místní správní orgány. Pod hradem se nachází starý městský mlýn z roku 1578, v němž sídlí historické muzeum.

## Zajímavost
V roce 2022 byl Murten (spolu s obcí Andermatt v kantonu Uri) zařazen na seznam „nejlepších turistických vesnic“ Světové organizace cestovního ruchu OSN.

## Osobnosti
- Jeremias Gotthelf (1797–1854), spisovatel a protestantský farář

## Fotogalerie

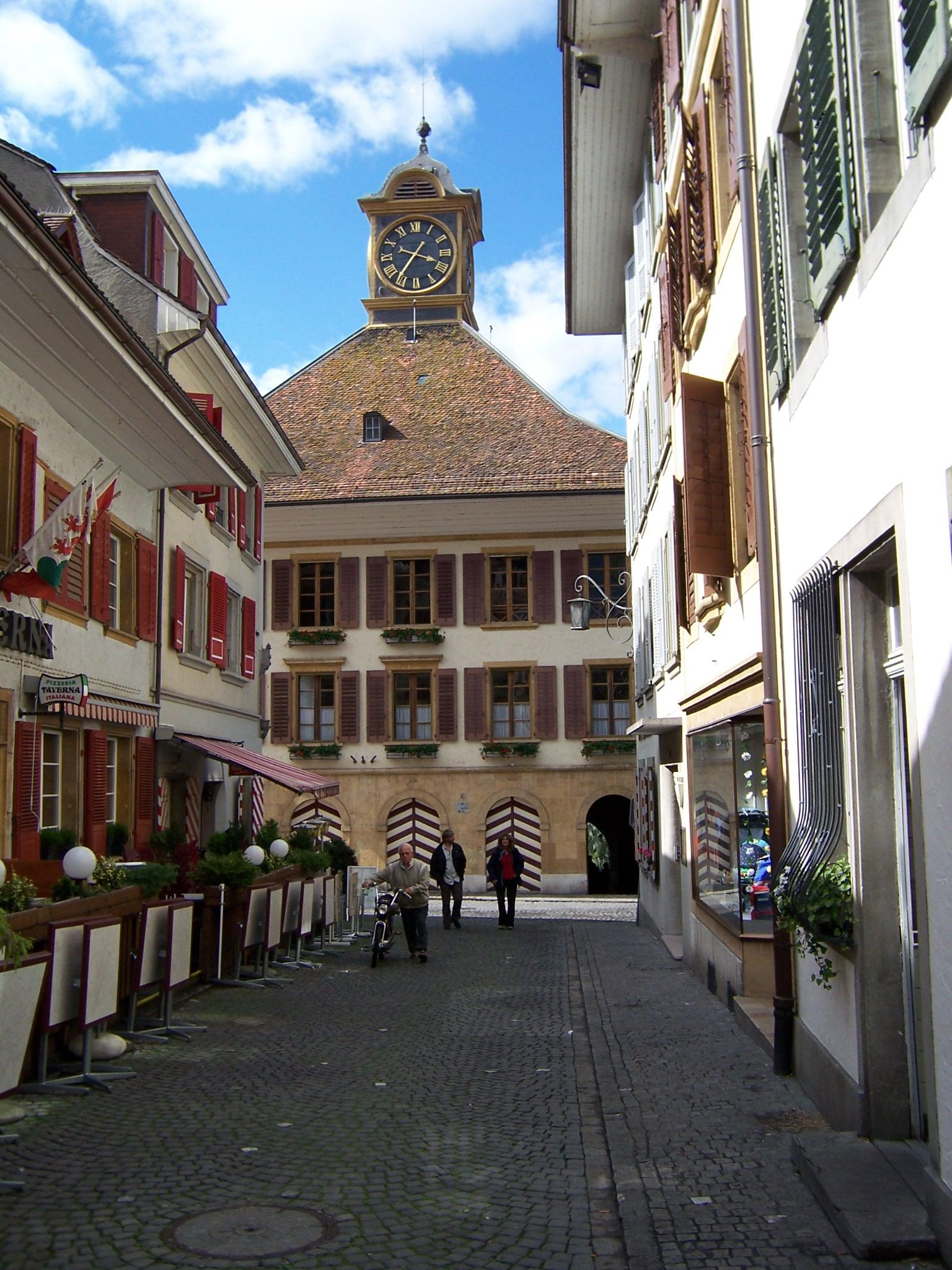
Radnice
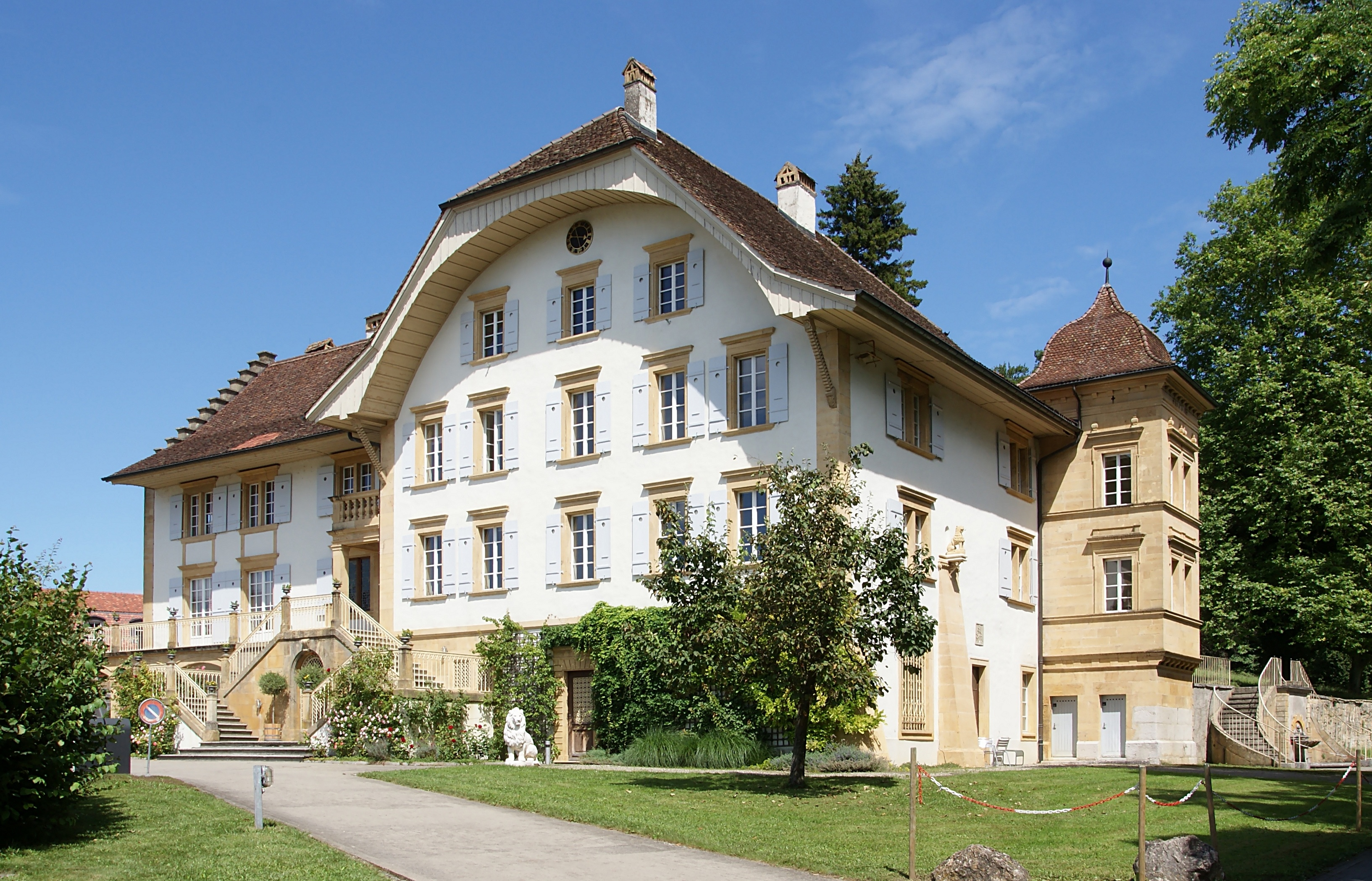
Zámek Löwenberg
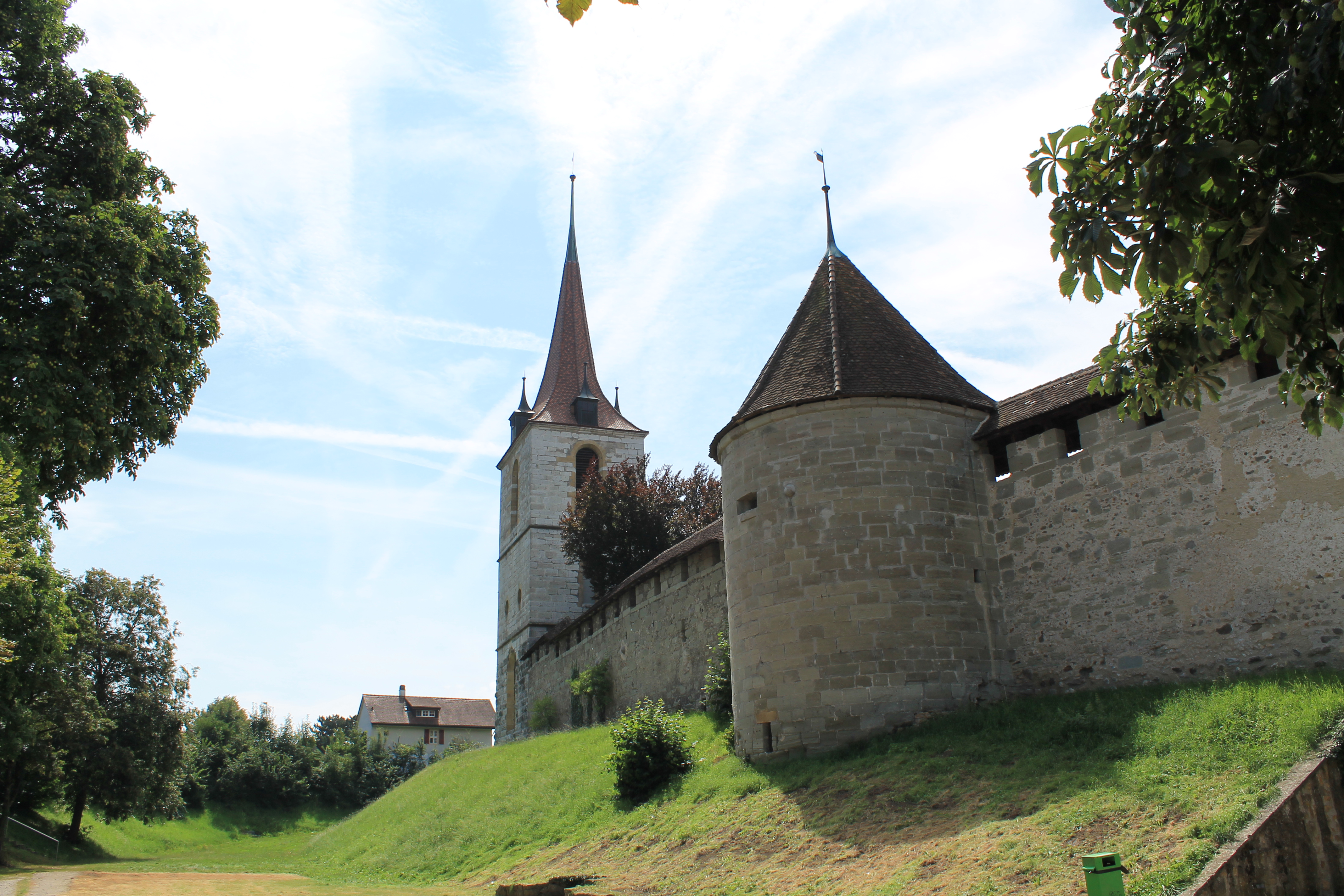
Hradby
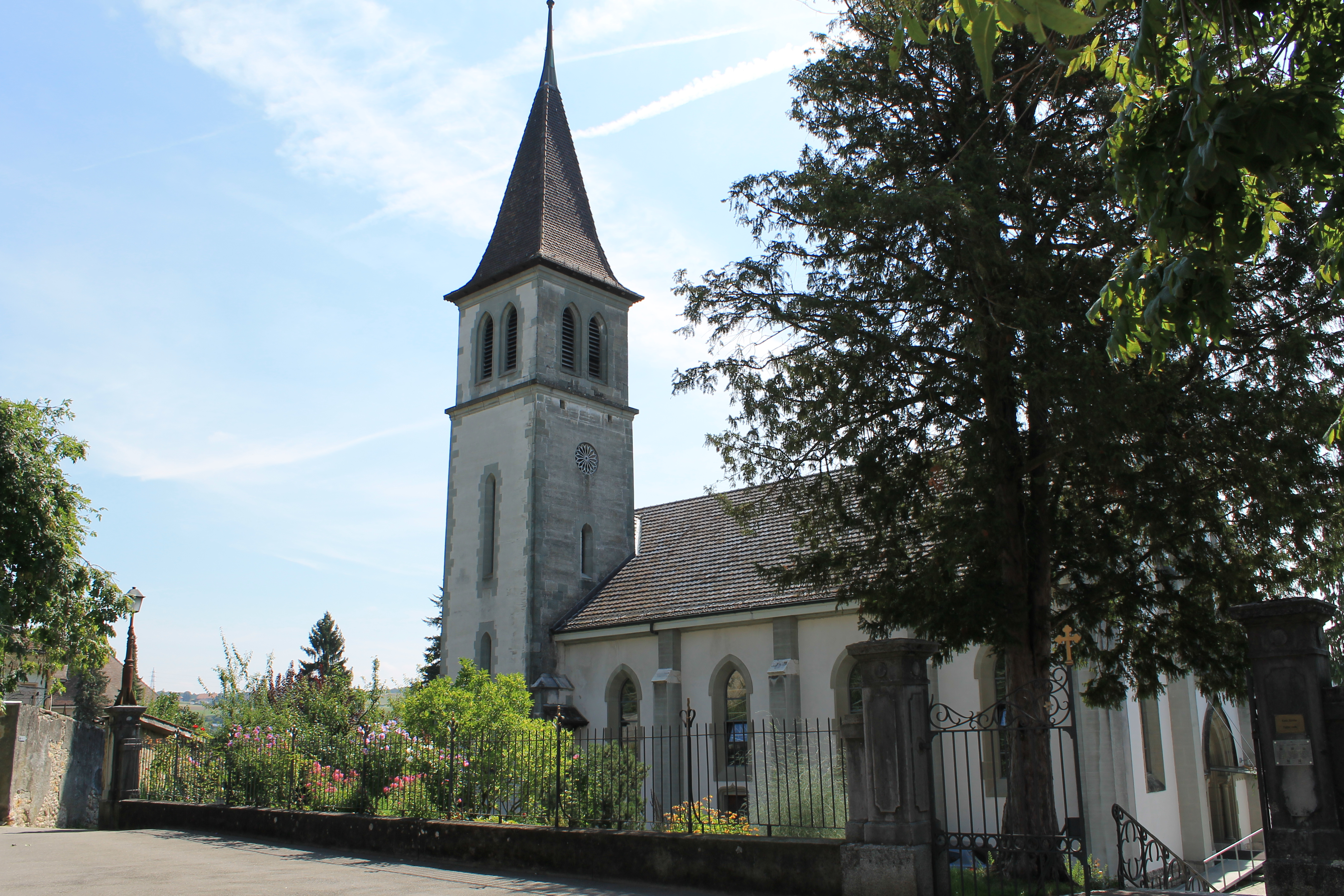
Římskokatolický kostel
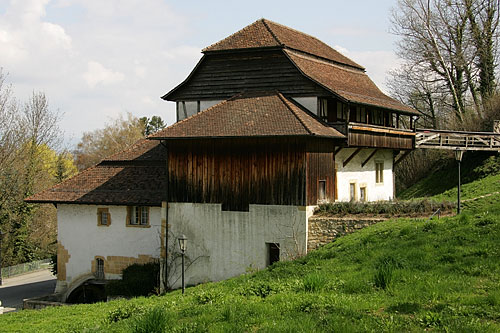
Muzeum
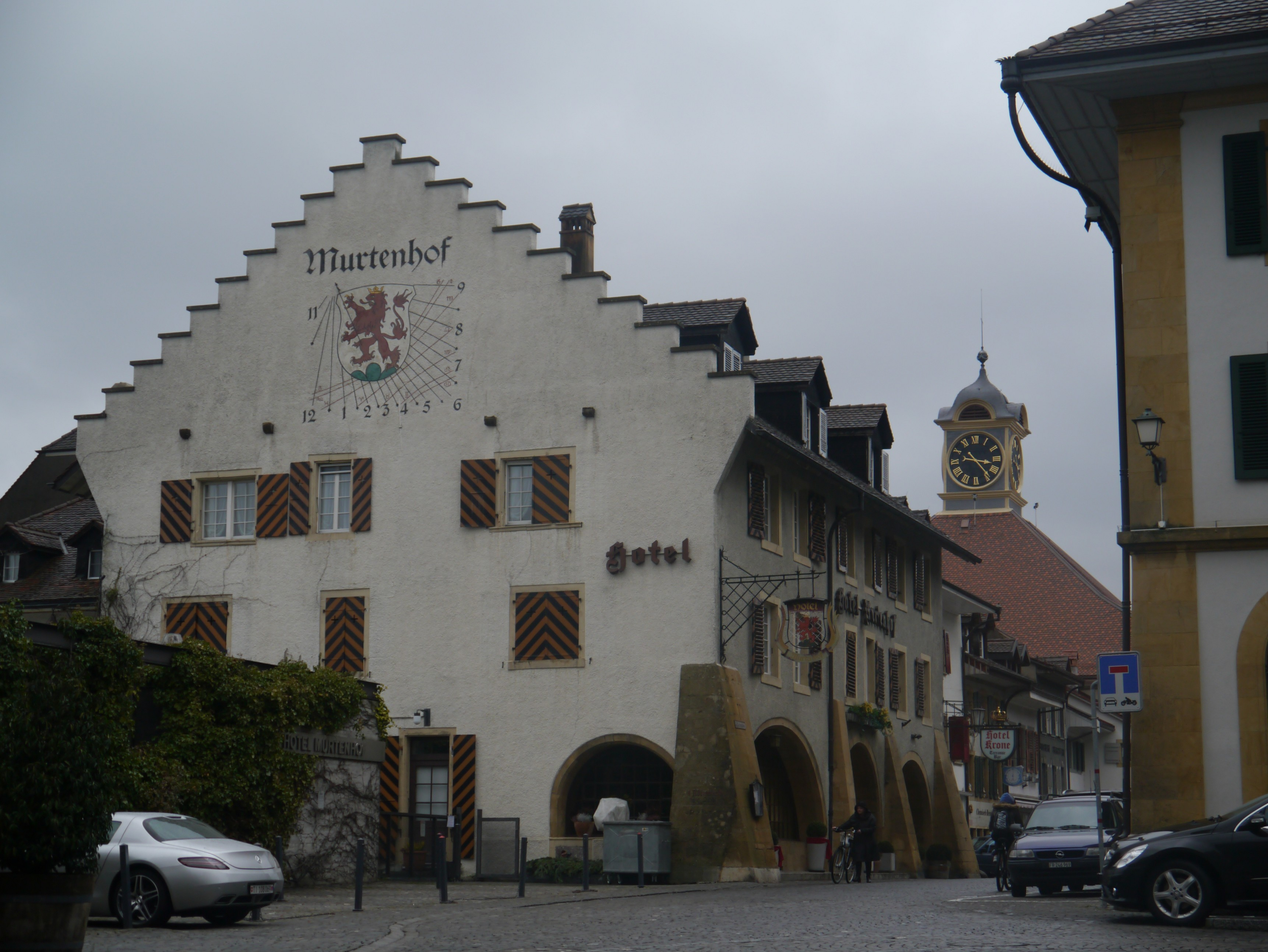
Hotel Murtenhof
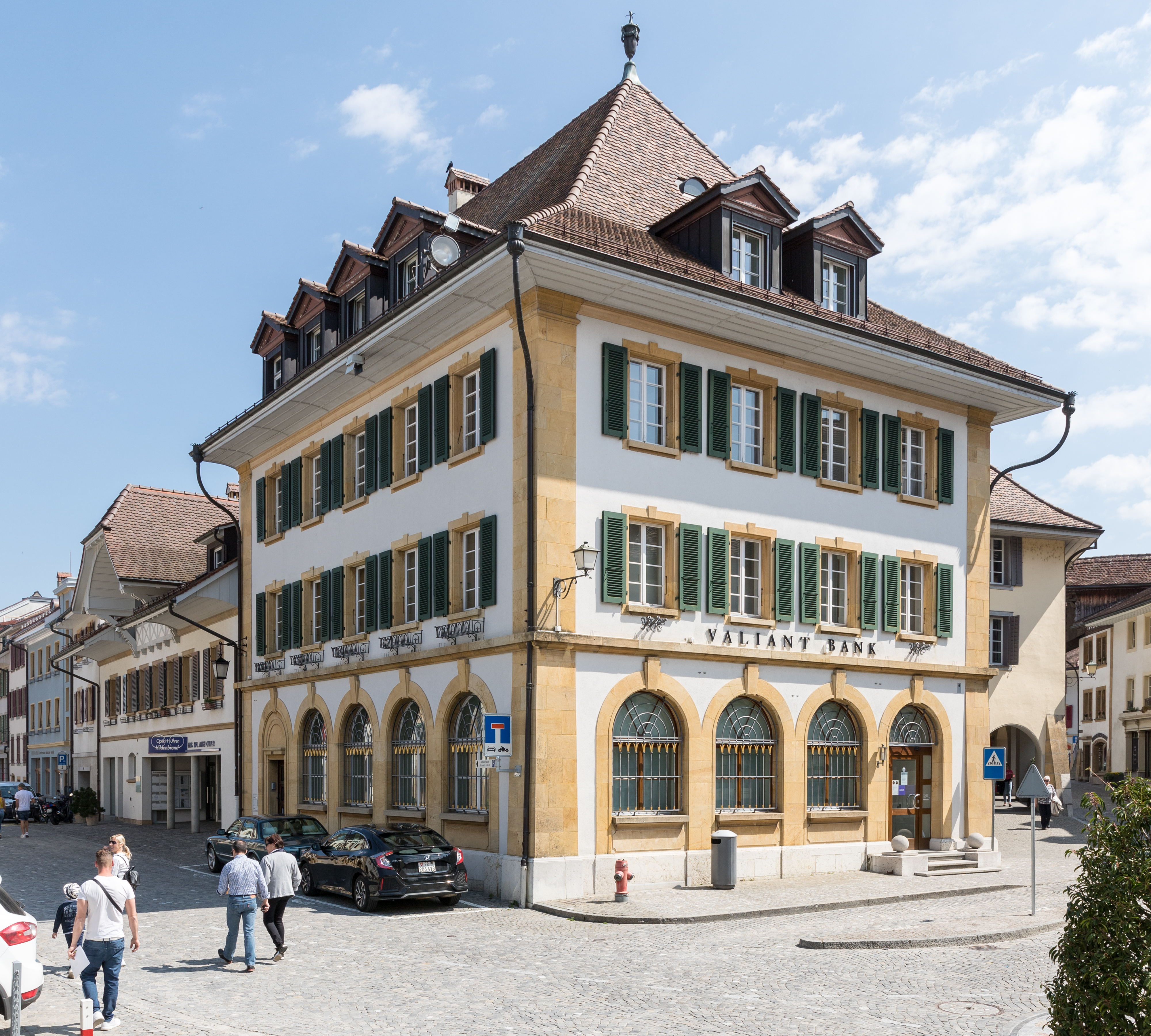
Valiant Bank